# 久瑠あさ美
久瑠 あさ美（くる あさみ、1974年6月23日 - ）は、日本の女優、モデル、心理カウンセラー、自己啓発書作家、講演家、起業家。
メンタルトレーナー／作家 「ff Mental Room」フォルテッシモメンタルルーム代表。
日本心理学会認定心理士。日本芸術療法学会会員。日本産業カウンセリング学会会員。
精神科・心療内科の心理カウンセラーとして勤務後、トップアスリートのメンタルトレーニングに積極的に取り組み、注目を集める。
企業経営者、各界アーティスト、ビジネスパーソンなど個人向けのメンタルトレーニングを行い、延べ10万人を超えるクライアントから絶大な信頼を寄せされている。
企業や自治体への講演活動や人材教育、「潜在能力を引き出す突破力研修」など潜在的な力を引き出す人材育成プログラムを開発。
児童向け講座、慶應義塾大学での講義など次世代育成にも従事。医療、介護に特化したマインドプログラムにおいては、空間創りから参加するなど活動は多岐に渡る。
毎月開催される本格的な体感トレーニングを行う＜心を創るマインド塾＞や＜メンタルトレーナー養成塾＞や年２回の〈春期・秋期「マインドの法則」～３日間“心の
実学”集中セミナー〉を主宰している。『鏡面感覚トレーニング』、『コラージュトレーニング』など感性を高める実践的な単発レッスンも行っている。
雑誌・テレビ・ラジオなどメディア出演も多数。 著書に『一流の勝負力』、『人生が劇的に変わるマインドの法則』『このまま何もしないでいればあなたは1年後も
同じだが潜在能力を武器にできれば人生はとんでもなく凄いことになる』『未来を決める勇気』など累計１２０万部を超える。

## 著書
単著
- 『一流の勝負力』〜成功者が実践しているメンタルトレーニング術〜　宝島社 （2010年9月）出版
- 『メンタルトレーナーが教える 恋を叶える"心の法則"』　ヒカルランド（2012年2月）出版
- 『人生は、「本当にやりたいこと」だけやれば、必ずうまくいく』 幻冬舎（2012年2月）出版
- 『人生が劇的に変わるマインドの法則』〜たった3つのプロセスが「在りたい自分」の心を創る〜　日本文芸社（2012年2月）出版
- 『ジョハリの窓―人間関係がよくなる心の法則』朝日出版社（2012年6月）出版
- 『「マリアスイッチ」で愛する力が動き出す』講談社（2012年7月）出版
- 『このまま何もしないでいればあなたは1年後も同じだが潜在能力を武器にできれば人生はとんでもなく凄いことになる』中経出版（2012年9月）出版
- 『メンタルトレーナー久瑠あさ美のマインドの法則―自分を信じる勇気が人生を劇的に変える!』（コンビニ版）日本文芸社 (2012年12月)出版
- 『潜在意識で体は変わる! 「マインドダイエット」』PHP研究所（2013年02月）出版
- 『最高の自分を創る 「勘違い」の才能』青春出版社（2013年4月）出版
- 『幸せな女、幸せになりたい女』サンマーク出版（2013年7月）出版
- 『マインドバイブル　一瞬でコンプレックスを自信に変える77の言葉』学研パブリッシング（2013年9月）出版
- 『人生をガラリと変えるメンタルトレーニング　オーラのまとい方』メディアファクトリー（2013年11月）出版
- 『「潜在意識」で人生を好転させる　マインドの創り方』三笠書房（2013年11月）出版
- 『メンタルトレーナー久瑠あさ美のマインド育児』主婦の友社（2013年12月）出版
- 『自分を超える勇気 「魔物」に打ち勝つメンタル術』KKベストセラーズ（2014年8月）出版
- 『自分繁盛　最高の人生を作るお金とマインドの法則』リベラル社（2014年11月）出版
- 『72時間をあなたの手帳で管理すれば、仕事は劇的にうまくいく』日経BP社（2015年1月）出版
- 『メンタルトレーニングで美人は創れる』宝島社（2015年2月）出版
- 『トップアスリート、一流経営者たちがこぞってうける ＜小さな自分＞から脱皮する 心の授業』大和書房（2015年3月）出版
- 『人生が劇的に変わる マインドの法則』 文庫版 日本文芸社（2015年9月）出版
- 『メンタルトレーナーが教える未来を動かす時間術』秀和システム（2015年9月）出版
- 『このまま何もしないでいればあなたは1年後も同じだが潜在能力を武器にできれば人生はとんでもなく凄いことになる』 文庫版 KADOKAWA(2016年4月）出版
- 『マインドの法則 -実践ワーク』日本文芸社（2017年2月）出版
- 『何もかも思いのままにできる人のマインドスイッチ365の極意』 主婦と生活社（2017年7月）出版
- 『未来を動かす手帳術』扶養社（2018年8月）出版
- 『未来を決める勇気 - マインドの法則で、パンデミックを生きぬく』 ワニプラス（2020年9月）出版
- 『久瑠あさ美のイキザマ革命』国書刊行会（2020年11月）出版
- 『復刻版 人生が劇的に変わる マインドの法則』クローバー出版(2021年9月)出版
- 『空飛ぶゴルファー 潜在能力を引き出すメンタル論』ゴルフダイジェスト社（2022年2月）出版

共著
- 共著者：武田双雲など『プロフェッショナルへの道』致知出版社（2013年4月）出版

## 出演・掲載作品

### レギュラー番組
- オナゴコロ（2009年〜、サンテレビ）
- そこツボ!（2010年〜、MXテレビ）
- Shibuya Deep A（2010年〜、NHK BS2、ワンセグ2）
- ナカイの窓（2012年〜、日本テレビ）

### テレビドラマ
- 恋のバカンス 第8話（1997年2月26日、日本テレビ）
- カミさんなんかこわくない（1998年、TBSテレビ）
- プリティーモンキー（1998年7月4日〜8月8日、テレビ朝日） - ミナ子 役
- スウィートデビル 第3話 （1998年7月27日、テレビ朝日）- 島野江里佳 役
- お水の花道（1999年、フジテレビ）
- 君といた未来のために 〜I'll be back〜（1999年、日本テレビ）
- 蘇える金狼（1999年4月17日〜6月26日、日本テレビ） - 岡野京子 役
- プリティーモンキー（1999年7月4日〜8月8日、テレビ朝日） - ミナ 役
- ホットマン（2003年4月10日〜6月5日、TBSテレビ） - 松浦かずみ 役
- ムコ殿2003 第7話（2003年、フジテレビ） - 高級クラブママ 役
- 白線流しスペシャル〜二十五歳 （2003年9月6日、フジテレビ）

### 特撮
- 千年王国III銃士ヴァニーナイツ（1999年4月2日〜9月18日、テレビ朝日） - 阿院エレナ 役
- 未来戦隊タイムレンジャー（2000年2月13日〜2001年2月11日、テレビ朝日） - リラ 役

### オリジナルビデオ
- 未来戦隊タイムレンジャーVSゴーゴーファイブ - リラ 役

### CM
- ジャックスカード「原始人しまうまブーツ編」 - 妻役、「半分持ちます'97キャンペーン編」（1997年）
- マツモトキヨシ「ボンテージ編」（1998年）
- 松下電器「DVD eナビ」（2000年）
- NTT西日本「光Bフレッツ」（2003年）
- ホリデー車検（2005年）
- ホールズ（2005年）

### 映画
- M1グランプリへの道 〜まっすぐ行こうぜ（2004年12月公開）
- The焼肉ムービー プルコギ（2007年5月5日公開、グ・スーヨン監督・具光然脚本）

### ラジオ
- 久瑠あさ美のくるくるタイム（2002年〜、FMうらら）

### その他
- きまぐれ羅針盤（1996年10月7日〜1997年4月） - レポーター 役
- 舘ひろし・神田正輝 ゴルフ倶楽部（2001年8月〜2002年1月、テレビ東京） - 秘書 役